# Ukrajna elnöke
Ukrajna elnöke (ukránul: Президент України, Prezident Ukrajini) Ukrajna államfője, az ország legfőbb közjogi méltósága. Az elnök képviseli a nemzetet a nemzetközi kapcsolatokban, irányítja az állam külpolitikai tevékenységét, tárgyalásokat folytat és nemzetközi szerződéseket köt. Az elnököt Ukrajna polgárai közvetlenül választják ötéves hivatali időre (akár előrehozott, akár előrehozott elnökválasztásról van szó), amely két egymást követő ciklusra korlátozódik.
Az elnök hivatalos rezidenciája a Marijinszkij-palota, amely a főváros, Kijev Pecserszki kerületében található. További hivatalos rezidenciái a Kimérás ház és a Síró özvegy háza, amelyeket külföldi képviselők hivatalos látogatásaihoz használnak. Ukrajna elnökének hivatala, amelyet nem hivatalosan „Bankova” néven emlegetnek, utalva az utcára, amelyben található, elnöki irodaként szolgál, és az elnöknek belügyi, külügyi és jogi ügyekben ad tanácsot.
A hivatal 1991. december 5-i létrehozása óta hat elnöke volt Ukrajnának. Leonyid Makarovics Kravcsuk volt az első elnök, aki 1991-től 1994-es lemondásáig, három évig volt hivatalban. Leonyid Danilovics Kucsma volt az egyetlen elnök, aki két egymást követő ciklusban töltötte be hivatalát. Viktor Andrijovics Juscsenko, Petro Olekszijovics Porosenko és Viktor Fedorovics Janukovics egy-egy cikluson át szolgált, az utóbbit 2014. február 21-én Olekszandr Valentinovics Turcsinov megbízott elnök váltotta fel, aki akkor az ukrán parlament elnöki tisztségét is betöltötte. 2014-ben Turcsinov volt az egyetlen megbízott elnök Ukrajna újkori történetében. A megbízott elnök jogkörei erősen korlátozottak. 2015. június 18-án Janukovicsot hivatalosan megfosztották az ukrán elnöki címétől. 2015. június 18-án Ukrajna kormánya félelnöki rendszert alkalmaz, amelyben az államfői és a kormányfői szerepek elkülönülnek, így Ukrajna elnöke nem az ország kormányfője, a kormányfői feladatokat a miniszterelnök látja el, ezt a szerepet jelenleg Denisz Anatolijovics Smihal tölti be, aki 2020 márciusában lépett hivatalba.
A jelenlegi elnök Volodimir Olekszandrovics Zelenszkij, aki 2019. május 20-án tette le az esküt. Az orosz–ukrán háború miatt 2022 óta tartó hadiállapot miatt az ország alkotmánya nem teszi lehetővé az új választásokat az állam stabilitását védendő, és felfüggeszti azokat a hadiállapot végéig.

## Áttekintés
Az elnök egyben az Ukrán Fegyveres Erők legfőbb parancsnoka, és ő vezeti a Nemzetbiztonsági és Védelmi Tanácsot (RNBOU), amely tanácsot ad az elnöknek, koordinálja és ellenőrzi a végrehajtó hatalmat a nemzetbiztonság és a honvédelem területén. Ukrajna alkotmánya szerint az elnök az állam szuverenitásának, területi oszthatatlanságának, Ukrajna alkotmányának, valamint az emberi és állampolgári jogok és szabadságjogok tiszteletben tartásának garanciája.
A hatalmi ágak szétválasztásának értelmében az elnök ellenőrzi a parlament és az igazságszolgáltatás hatáskörét. Például a parlament által elfogadott bármely törvényt megvétózhat az elnök; a parlament azonban 2/3-os alkotmányos többséggel felülbírálhatja vétóját. Az elnök korlátozott hatáskörrel rendelkezik az Ukrán Legfelsőbb Tanács (Verhovna Rada, parlament) feloszlatására, és ő nevezi ki az Ukrán Miniszteri Kabinet külügyminiszter- és védelmi miniszterjelöltjeit. Az Alkotmánybíróság tizennyolc bírája közül hatot az elnök nevez ki. Az elnök döntéseit az ukrán bíróságok felülvizsgálhatják, az Alkotmánybíróság kizárólagos hatáskörrel és illetékességgel rendelkezik az elnök rendeleteinek alkotmányellenesnek nyilvánítására. Hivatali ideje alatt az elnök mentelmi jogot élvez.
Az ukrán elnököket gyakran kérik az egyes állampolgárok, hogy segítsenek személyes problémáik megoldásában (néha sikeresen); 2012-ben Janukovics (akkori) elnök havonta körülbelül 10-12 ezer levelet kapott az emberektől.

## Választás és választhatóság

Az 1. forduló győztesei szavazókörzetenként

A 2. forduló győztesei szavazókörzetenként

Az ukrán elnököt a 18. életévüket betöltött ukrán állampolgárok közvetlen, titkos népszavazással választják meg. Az elnököt 5 éves hivatali időre választják, amely két egymást követő ciklusra korlátozódik.
Ukrajna választási törvénye kétfordulós választási rendszert ír elő az elnök megválasztására; egy jelöltnek az összes leadott szavazat abszolút többségét kell megszereznie. Ha az első fordulóban egyik jelölt sem szerez abszolút többséget, akkor a két legtöbb szavazatot kapott jelölt második fordulóban indul a második fordulóban.
Az alkotmány V. fejezetének 103. cikke szerint az elnökké választás feltétele, hogy a jelölt ukrán állampolgár legyen, aki betöltötte a 35. életévét, választójoggal rendelkezik, és az elmúlt 10 évben az országban élt, valamint teljes mértékben ismeri az ukrán államnyelvet. Az alkotmány szerint a rendes elnökválasztást a hivatalban lévő elnök hivatali ideje ötödik évének utolsó hónapjának utolsó vasárnapján tartják. Ha az elnöki jogkör a hivatali idő lejárta előtt megszűnt, akkor a választásokat a hivatalban lévő elnök hivatali idejének lejártát követő 90 napon belül kell megtartani.
A választásra pályázó jelölteknek 2 500 000 hrivnya (kb. 90 000 amerikai dollár) jelölési letétet kell fizetniük, amelyet csak a második fordulóba továbbjutó jelölteknek fizetnek vissza.
Az eddigi utolsó, 2019-es elnökválasztásra 2019. április 21-én került sor.

## Privilégiumok
Az Ukrajna elnökévé való választás számos kiváltsággal jár az egyén számára. Teljes jogi mentességet biztosít minden büntetőeljárás és bírósági eljárás alól, kivéve a parlament azon jogát, hogy az elnököt hivatali ideje alatt felelősségre vonja. Magát az ukrán elnöki címet törvény védi, és az elnök élethossziglan fenntartja magának, hacsak nem vonták felelősségre hivatalából. Az alkotmány 105. cikke szerint az elnök becsületének és méltóságának megsértése büntetendő, bár ilyen törvényt még nem hoztak. Az elnök személyes biztonságáról az Ukrán Biztonsági Szolgálat és a Belügyminisztérium által biztosított külön elnöki ezred gondoskodik.
Az államnak nyújtott szolgálataiért az elnöknek bruttó 28 000 ₴/hó vagy 336 000/év (13 500 $/év, 2016) fizetést utalnak ki. Az elnök minden hivatalos és állami látogatását az Ukrajina légitársaság elnöki repülőgépeivel bonyolítja le. Minden szükséges feltételt ehhez az Ukrajina állami légitársaság biztosít, amelynek székhelye a Boriszpili nemzetközi repülőtéren található.

### Hivatalos jelképek
Az elnök hivatalos állami szimbólumai az elnöki zászlóból, az elnöki pecsétből, az elnöki igazolványból, az elnöki nyakékből (kolláré) és Ukrajna elnökének buzogányából (bulava) állnak. Az elnöki szimbólumokat, valamint más fontos elnöki dokumentumokat és médiát az ország fő tudományos könyvtárában, az Ukrán Nemzeti Könyvtárban, a Vernadszkij Nemzeti Könyvtárban őrzik. A könyvtár az elnök használatára dokumentumokat és elemző anyagokat készít.

Az elnöki zászló
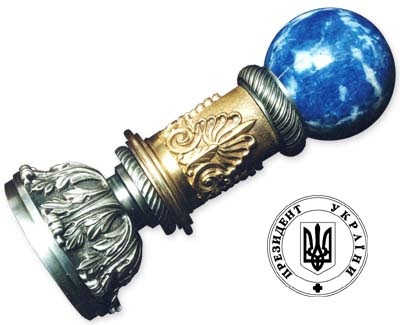
Elnöki pecsét
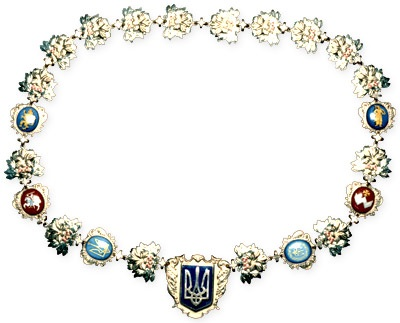
Elnöki nyakék
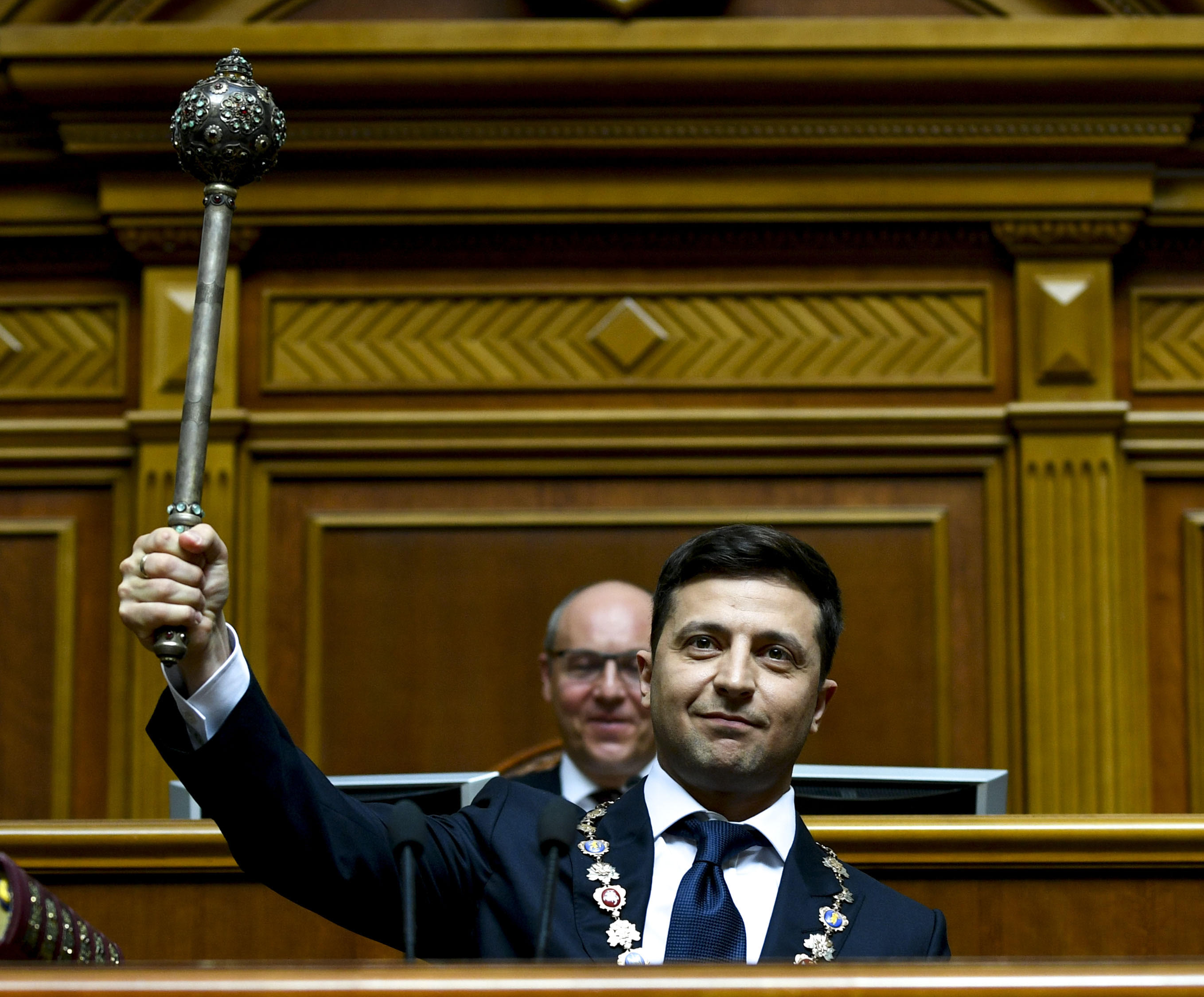
Zelenszkij a kezében az elnöki buzogánnyal (bulavával) 2019-es beiktatása során

### Épületek
Ukrajna Elnöki Hivatala egy olyan közigazgatási szerv, amelyet azért hoztak létre, hogy elemző, tanácsadó és jogi segítséget nyújtson az elnöknek. A köznyelvben „Bankova” néven ismert, mivel a Bankova utcában található, egy masszív épületben, szemben a Khimairás házzal. A hivatal vezetője, a főtitkár az ukrán politikában az elnök szürke eminenciásaként működik. A hivatalos elnöki használatra mintegy tizennégy állami rezidenciát különítettek el, amelyek közül sok még a Kucsma-korszak elnökségéből maradt fenn. A hivatalos ünnepi rezidencia a kijevi Marijinszkij-palota. További állami rezidenciák a Kijevben található Khimairás ház és a Síró özvegy háza, a Krímben található Juszupov-palota, valamint az Ivano-frankivszki területen található Szinehora. Ezenkívül minden volt elnöknek kiosztottak egy-egy állami tulajdonú dácsát a Koncsa-Zaszpai egykori erdőrezervátumban.
 

Sok további anyagi-technikai, szociális-kommunális, egészségügyi ellátási támogatást nyújt az állami tisztviselők számára létrehozott, Ukrajna elnökének alárendelt Állami Ügyek Igazgatósága (rövidítve DUSZ), amely az Elnöki Ügyek Igazgatóságából 2000-ben átszervezett támogató állami ügynökség. Az ügynökség elsősorban az elnök és adminisztrációja számára van kijelölve, ugyanakkor támogatást nyújt a Miniszteri Kabinet, a parlament és más állami szervek számára is, amennyiben a költségvetés lehetővé teszi.

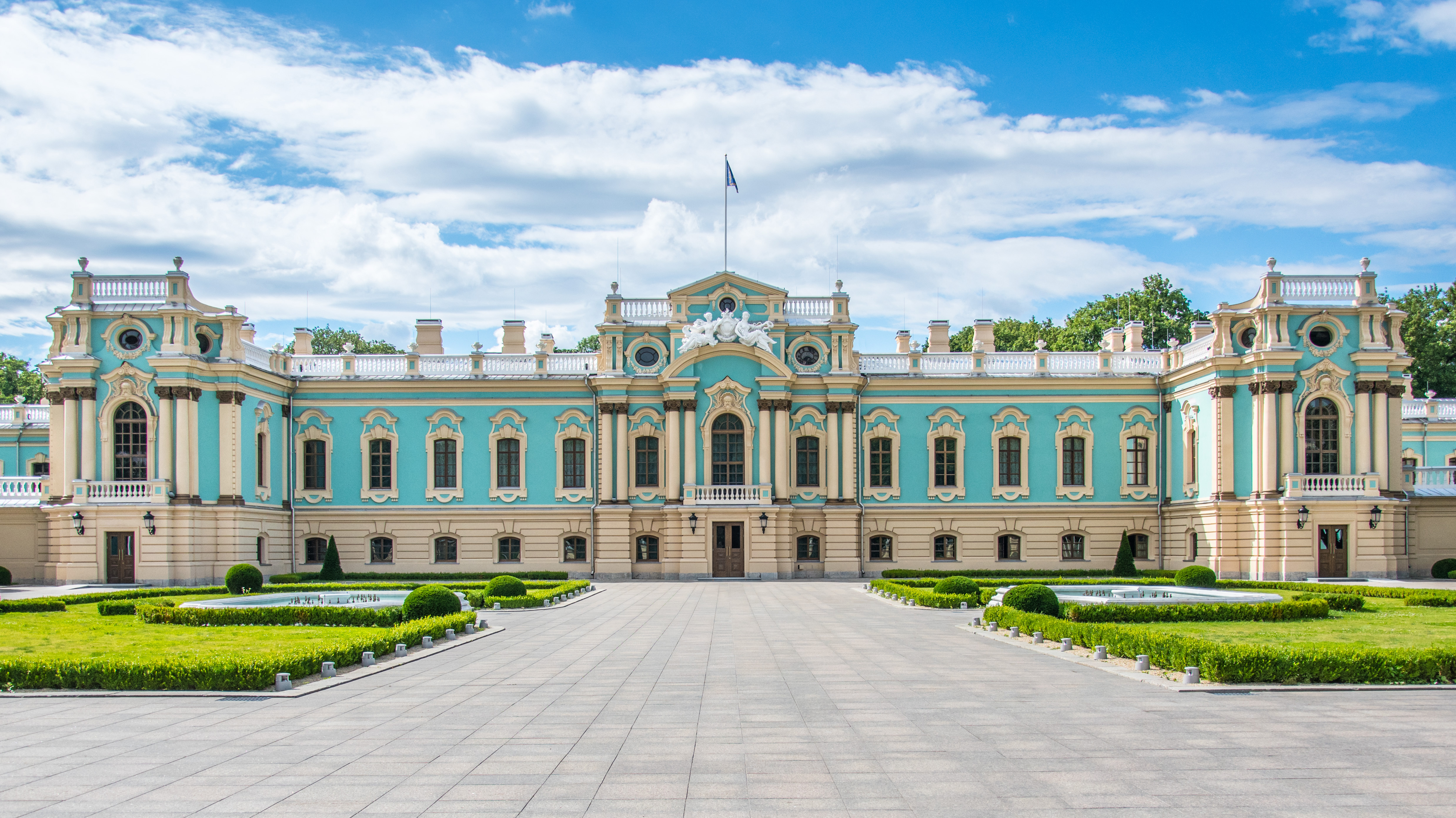
A Marijinszkij-palota, a ceremoniális elnöki rezidencia homlokzata
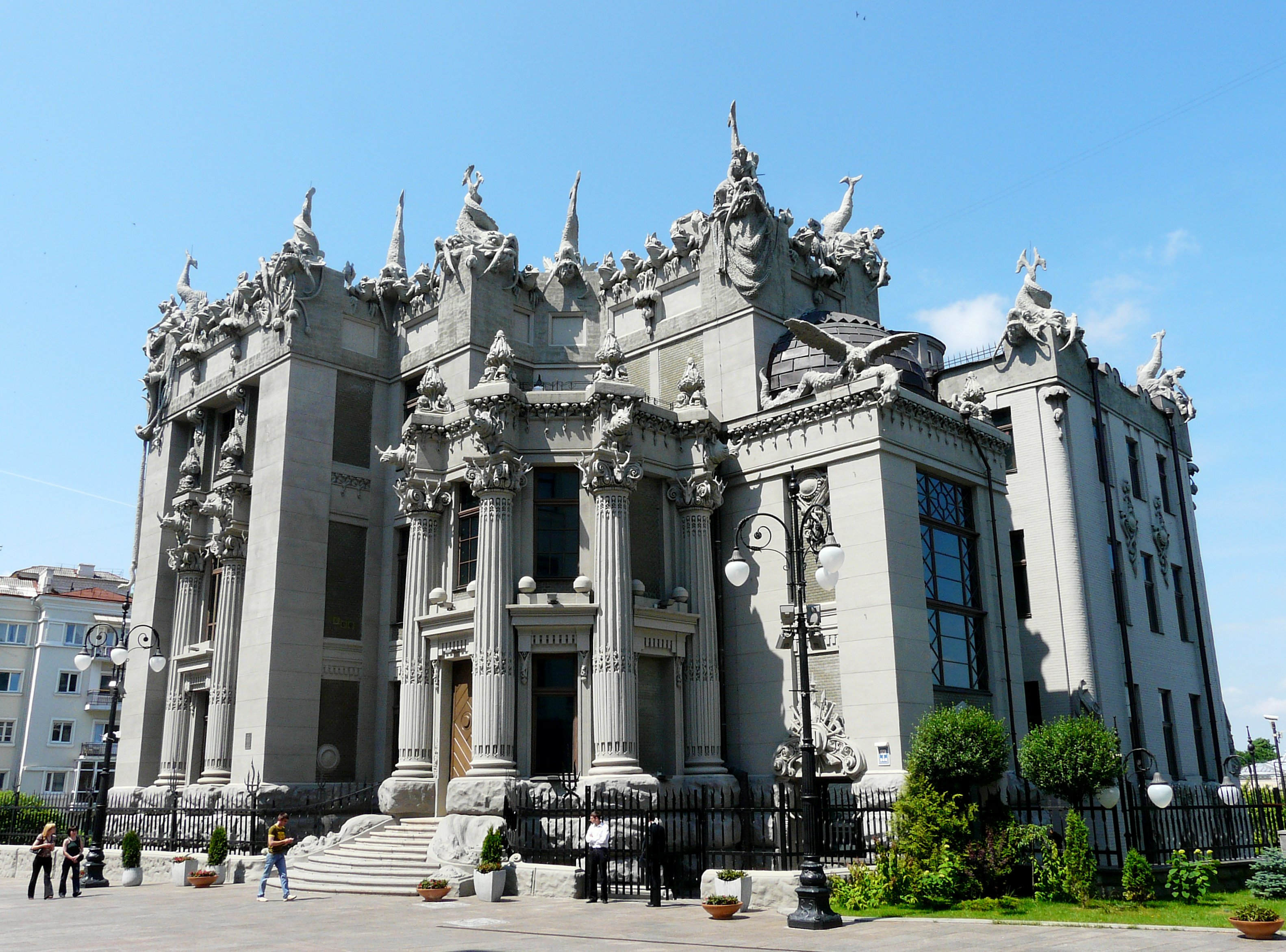
A Khimairás ház az elnöki adminisztrációval szemben található.
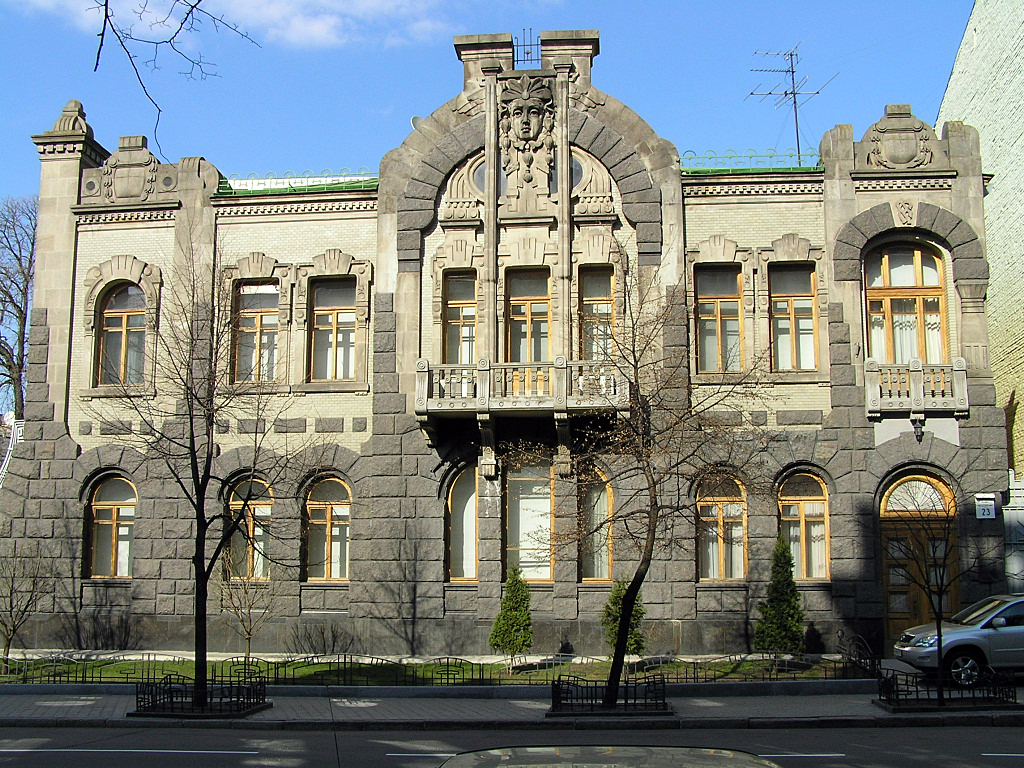
A Síró özvegy háza a hivatalos állami látogatók elhelyezésére szolgál.

## Fordítás
- Ez a szócikk részben vagy egészben  a   President of Ukraine című angol Wikipédia-szócikk ezen változatának fordításán alapul.  Az eredeti cikk szerkesztőit annak laptörténete sorolja fel. Ez a jelzés csupán a megfogalmazás eredetét és a szerzői jogokat jelzi, nem szolgál a cikkben szereplő információk forrásmegjelöléseként.